# Emil Macri
Emil Macri (n. 9 octombrie 1927, municipiul Galați – d. 18 aprilie 1991, închisoarea Jilava) a fost un general român de securitate, care a îndeplinit funcția de șef al Direcției contrainformații economice din Departamentul Securității Statului.

## Biografie
S-a născut la data de 9 octombrie 1927, în municipiul Galați, fiind fiul lui Vasile și Profira Macri. A absolvit numai cursurile de liceu. A fost înaintat la gradul de general-maior (cu o stea) la 19 august 1974.
A condus, împreună cu generalul Nicolae Pleșiță, reprimarea minerilor care au participat la greva minerilor din Valea Jiului din 1-3 august 1977.
În 1989 era șef al Direcției contrainformații economice din Departamentul Securității Statului (Direcția a II-a a Securității). În seara zilei de 16 decembrie 1989, generalul Iulian Vlad l-a trimis la Timișoara, cu o echipă de ofițeri pentru a depista organizatorii și agenții puterilor străine presupuși a fi implicați în declanșarea manifestațiilor antidictatoriale și anticeaușiste din acel oraș, precum și pentru a contribui la reprimarea demonstrațiilor.
Ajuns la Timișoara, Emil Macri a luat măsuri de intensificare a muncii de culegere de informații, a organizat audierea persoanelor reținute și depuse la penitenciar, precum și a răniților din spitale, a dat dispoziții să se trimită ofițeri de securitate în rândul demonstranților, să fie întrerupte unele legături telefonice și să se intercepteze convorbirile celor care discutau la telefon, să se efectueze operațiuni de filaj, să fie instalate microfoane în locuințe și unități economice, să fie violată corespondența. De asemenea, el a fost de acord cu izolarea populației prin amplasarea de dispozitive care să blocheze principalele căi de acces, cu înarmarea cadrelor de securitate și miliție cu arme și muniție de război și a aprobat planul de amplasare pe hartă a celor 8 dispozitive de luptă .
După Revoluția din decembrie 1989, a fost trecut în rezervă cu gradul de general-maior (cu o stea) la data de 6 ianuarie 1990 .
A fost arestat și judecat pentru complicitate la infracțiunea de genocid prevăzută de art. 26 și 27 raportate la art. 357 alin. 1 lit. a și b, cu aplicarea art. 75 lit. a. a Codului penal. În interogatoriile luate cu privire la faptele de care era incriminat, el a susținut că, deși sub aspect moral se consideră vinovat, totuși, prin activitățile pe care le-a organizat și desfășurat la Timișoara nu a urmărit reprimarea armată a manifestanților, ci numai culegerea de informații specifice muncii de securitate în legătură cu organizatorii și conducătorii manifestațiilor, cu eventualul amestec al unor puteri străine, pentru a putea să raporteze situația reală celor cărora le era subordonat (filele 2-20, 21-33, 34-45, 46-51, 52-54 vol. VI, 69-74, 75 vol. XII) .
A încetat din viață în Spitalul penitenciar Jilava la 18 aprilie 1991, raportul medical stabilind că decesul a survenit în urma unui infarct. Presa a vehiculat supoziția că generalul Macri a fost intoxicat în mașina care l-a plimbat dintr-un spital în altul . Ca urmare a decesului, acțiunea juridică împotriva sa a luat sfârșit.
Generalul Macri a fost căsătorit și are un copil, Victor Macri.

## Distincții
- Ordinul „Pentru servicii deosebite aduse în apărarea orînduirii sociale și de stat” clasa a III-a (12 august 1959) „pentru contribuția activă la întărirea regimului democrat-popular”[6]
- Medalia „40 de ani de la înființarea Partidului Comunist din Romînia” (6 mai 1961) „pentru merite în activitatea de partid și întărirea regimului democrat-popular”[7]
- Ordinul „Steaua Republicii Populare Romîne” clasa a IV-a (10 august 1964) „pentru merite deosebite în opera de construire a socialismului, cu prilejul celei de a XX-a aniversări a eliberării patriei”[8]
- Ordinul „Apărarea Patriei” clasa a III-a (1971) „pentru merite deosebite în opera de construire a socialismului, cu prilejul aniversării a 50 de ani de la constituirea Partidului Comunist Român”[9]